# 赤石村 (新潟県)
赤石村（あかいしむら）は、かつて新潟県南魚沼郡にあった村。

## 沿革
- 1900年（明治33年）12月7日 - 南魚沼郡水無村、坂本村が合併し、赤石村が発足。
- 1901年（明治34年）11月1日 - 南魚沼郡三用村と合併し、東村となり消滅。